# Paracercion calamorum
Paracercion calamorum е вид водно конче от семейство Coenagrionidae. Видът не е застрашен от изчезване.

## Разпространение
Разпространен е в Индия, Индонезия, Китай (Анхуей, Дзянсу, Хубей, Хъбей и Хънан), Непал, Провинции в КНР, Русия (Приморски край и Хабаровск), Северна Корея, Тайван, Тайланд, Хонконг, Южна Корея и Япония (Кюшу, Рюкю, Хокайдо, Хоншу и Шикоку).

## Описание
Популацията на вида е стабилна.